# Klimaspillet og verdens fattige 1-4
Klimaspillet og verdens fattige 1-4 er en dansk dokumentarfilm fra 2009 med instruktion og manuskript af Jesper Heldgaard og Bo Illum Jørgensen.

## Handling
Millioner af mennesker er allerede hårdt ramt af de klimaforandringer, de selv er næsten uden skyld i. Programmerne besøger fire af de lande, der er hårdest ramt af klimaforandringerne, Bangladesh, Bolivia, Kenya og Vietnam. Ofre for klimaforandringerne, politikere og klimaaktivister i de fire lande beretter, hvordan de mærker klimaforandringerne og om deres meget konkrete ønsker og krav til den nye klimaaftale, som forhandlere fra omkring 190 lande skal forsøge at nå til enighed om ved FN's internationale Klimakonference COP15 i december, 2009, i København. Fire internationalt anerkendte røster er gennemgående figurer i programmerne. De skræller de mange indviklede tekniske lag af klimadebatten og belyser de basale etiske spørgsmål om global lighed og ulighed, klimaforhandlingerne dybest set handler om. De gør også opmærksom på, at COP15 er en - og måske den sidste - chance for at skifte til mere grøn og CO2-neutral vækst og udvikling.